# BB 71000
Les BB 71000 sont une série de locomotives Diesel de la SNCF. Elles sont en service de 1965 à 1988 sur ce réseau.
Ces locomotives d'une puissance de 470 kW sont caractérisées par leur transmission hydro-mécanique Asynchro et par les bielles qui relient les deux essieux d'un même bogie. Cette dernière singularité leur vaut les surnoms de « pédalos » ou « bielloux ».
Elles desservent les lignes secondaires, assurent les manœuvres dans les gares et remorquent des trains de travaux autour de Clermont-Ferrand puis Nevers d'une part et Tours d'autre part mais sont peu appréciées. Après leur réforme par la SNCF à l'issue d'une carrière assez courte, plus des deux tiers d'entre elles connaissent pourtant une longue période d'activité sur des embranchements d'entreprises ou des réseaux privés, ou encore en tête de trains touristiques.

## Genèse de la série

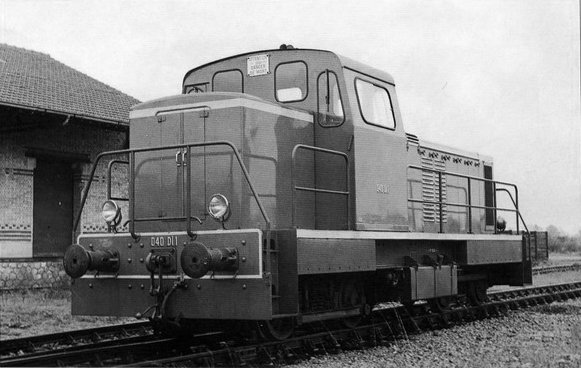
Locomoteur 040 DI 1.

En 1963, la SNCF met en service la série des locotracteurs Y 7400, qui se caractérisent par leur transmission hydro-mécanique Asynchro, mise au point par la Compagnie de chemins de fer départementaux (CFD). Si ce dispositif qui associé une boîte mécanique et un coupleur hydraulique donne entière satisfaction sur les locotracteurs, il apparaît intéressant de voir s'il est adapté à des matériels de plus forte puissance. Dans cette optique, les CFD construisent plusieurs locomoteurs prototypes dont le 433 F, Y 9006 quand il intègre le parc SNCF au dépôt de Saint-Étienne puis 040 DI 1 ; il est finalement renuméroté BB 60001 après la pose d'un moteur plus puissant qui fait de lui une locomotive à part entière,.
Le comportement de la BB 60001 s'avérant concluant, la SNCF passe commande de quinze locomotives aux caractéristiques voisines le 5 novembre 1963, que complète un avenant pour quinze autres machines le 27 mars 1964. Les constructeurs sont Fives-Lille pour la mécanique et l'assemblage final, les CFD et Minerva pour la transmission ainsi que la Société surgérienne de constructions mécaniques pour le moteur Diesel.
Les locomotives sont mises en service de mars 1965 à février 1966 à raison de une à dix unités par mois.

## Description

### Caractéristiques techniques
Longues de 11,850 m et d'une masse en ordre de marche de 54,2 t, ces locomotives peuvent atteindre la vitesse maximale de 80 km/h.
Le châssis des BB 71000 se compose de deux longerons reliés par des entretoises. Il supporte deux capots de taille inégale entre lesquels se trouve la cabine de conduite, unique et surélevée. Ce châssis repose sur les deux bogies et porte à ses deux extrémités les dispositifs d'attelage et de tamponnement.
Le plus grand capot, à l'avant, recouvre le moteur, son groupe de refroidissement et la transmission. Le petit capot, à l'arrière, renferme les réservoirs d'air comprimé. La cabine possède un unique pupitre à doubles commandes ce qui permet une conduite facile dans les deux sens de marche.
Le moteur Diesel Poyaud A12 150 Sz, à douze cylindres en V à 45°, suralimenté, délivre une puissance maximale de 470 kW à 1 650 tr/min. Il est relié, par l'intermédiaire d'un coupleur hydraulique et d'un embrayage-frein, spécificité du système Asynchro, à une boîte de vitesses mécanique à huit rapports à commande automatique. Un dispositif de roue libre est monté en sortie de boîte, ce qui interdit de bénéficier du frein moteur. Le mouvement est ensuite transmis à l'essieu extrême de chaque bogie par deux arbres à cardans et deux ponts réducteurs/inverseurs. Des bielles assurent la transmission du mouvement à l'autre essieu de chaque bogie et donnent à ces locomotives les surnoms de « pédalos » ou « bielloux ». Ces bogies sont munis de roues bandagées à rayons d'un diamètre de 860 mm.
Les modifications apportées à l'ensemble des locomotives à l'occasion de révisions portent, pour la plupart, sur l'amélioration d'équipements accessoires. Seuls la réduction du régime maximal du moteur (1972) et le remplacement systématique du démarreur (1976) peuvent être considérés comme des interventions sur le fonctionnement de la locomotive elle-même.

### Livrée et numérotation
La livrée des locomotives ne varie pas au fil de leur carrière à la SNCF : la robe « vert celtique 301 » est assortie de bandeaux de visibilité « jaune jonquille 401 », couleur également adoptée pour les traverses frontales. La châssis est « gris ardoise 807 ».
À l'instar de la BB 60001, ces engins sont répertoriés comme des locomotives. Conformément au plan mis en place par la SNCF en 1962, leur immatriculation débute par les lettres caractérisant la disposition de leurs essieux, soit « BB », et la tranche des numéros « 71000 » leur est attribuée.

## Carrière

### À la SNCF

#### Services effectués

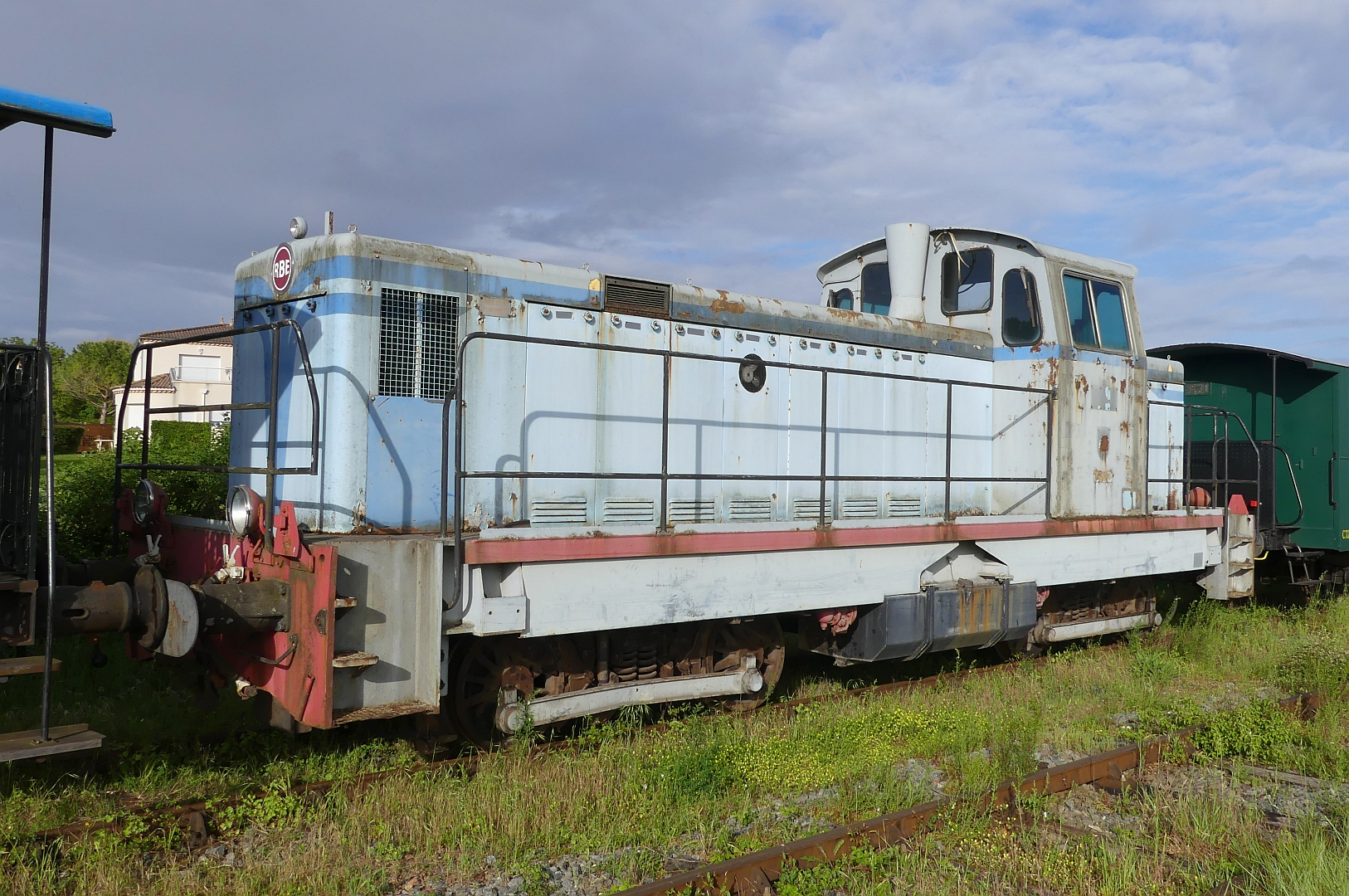
La BB 71010 à Chaillevette en 2023.

Les BB 71000 sont conçues pour assurer la desserte de lignes secondaires et participer aux manœuvres dans les gares, se substituant aux locomotives à vapeur qui assurent encore ces missions. Leur activité réelle est conforme à ces prévisions : elles sillonnent les lignes secondaires en tête de trains de marchandises dans un rayon de quelques dizaines de kilomètres autour de leurs dépôts d'attache, manœuvrent les wagons ou les rames dans les gares et desservent des embranchements d'usines dans ce périmètre. Il leur arrive aussi de prendre la tête de trains de travaux légers.
À partir de 1979, cinq unités nivernaises sont louées aux CFD pour la desserte des lignes du Morvan entre Autun et Étang-sur-Arroux et entre Autun et Cravant.
Malgré leurs avantages (moteur fiable, bon rendement de la transmission Asynchro, excellente adhérence et confort de conduite), les BB 71000 présentent des défauts dont les plus importants sont la fragilité de leur transmission occasionnant de fréquentes pannes, des démarrages brutaux déséquilibrant parfois la charge des wagons qu'elles tractent et la nécessité de graisser quotidiennement les têtes des bielles sur les bogies, opération contraignante d'une durée de plusieurs dizaines de minutes. En outre, elles sont dépassées, en termes de charges remorquables, par les BB 63000/63500. En 1979, il est donc décidé de ne plus effectuer de révisions sur ces locomotives et la première radiation intervient le 31 décembre 1981 avec la BB 71019, seize ans seulement après sa mise en service. 
Les dernières BB 71000 sont radiées des inventaires de la SNCF en 1988 et les ultimes sont vendues par celle-ci vers 1989. La BB 71014, mise et service le 1er juin 1965 et réformée le 3 novembre 1988, a parcouru 648 263 km pour le compte de la SNCF.

#### Dépôts titulaires
Seuls trois dépôts ont accueilli les BB 71000 : ceux de Clermont-Ferrand puis de Nevers pour les quinze premiers exemplaires de la série et celui de Tours-Saint-Pierre pour les quinze derniers. Les ateliers de Nevers machines assurent les révisions de l'ensemble de la série.
Le dépôt de Clermont-Ferrand reçoit les BB 71001 à 71015 entre mars et septembre 1965 jusqu'au 30 mai 1974, date à laquelle l'effectif est muté en bloc à Nevers ; les dernières unités sont réformées en 1988, avec location à partir de 1979 de cinq exemplaires aux CFD (dessertes au départ d'Autun). Les BB 71000 de Clermont-Ferrand viennent se substituer à des BB 63500 mais, à la fin de leur carrière, ce sont des BB 63000 et des BB 66000 qui les remplacent à Nevers.
Le dépôt de Tours-Saint-Pierre se voit attribuer BB 71016 à 71030 ; les locomotives arrivent entre octobre 1965 et février 1966 et restent dans ce même dépôt jusqu'en 1988 pour les dernières réformées. L'arrivée de ces locomotives permet notamment d'évincer le parc des 230 PO 4201 à 4370 rattaché à ce dépôt ; à l'occasion de leur réforme, elles sont remplacées par des BB 63000.

### Pour des entreprises privées et exemplaires préservés

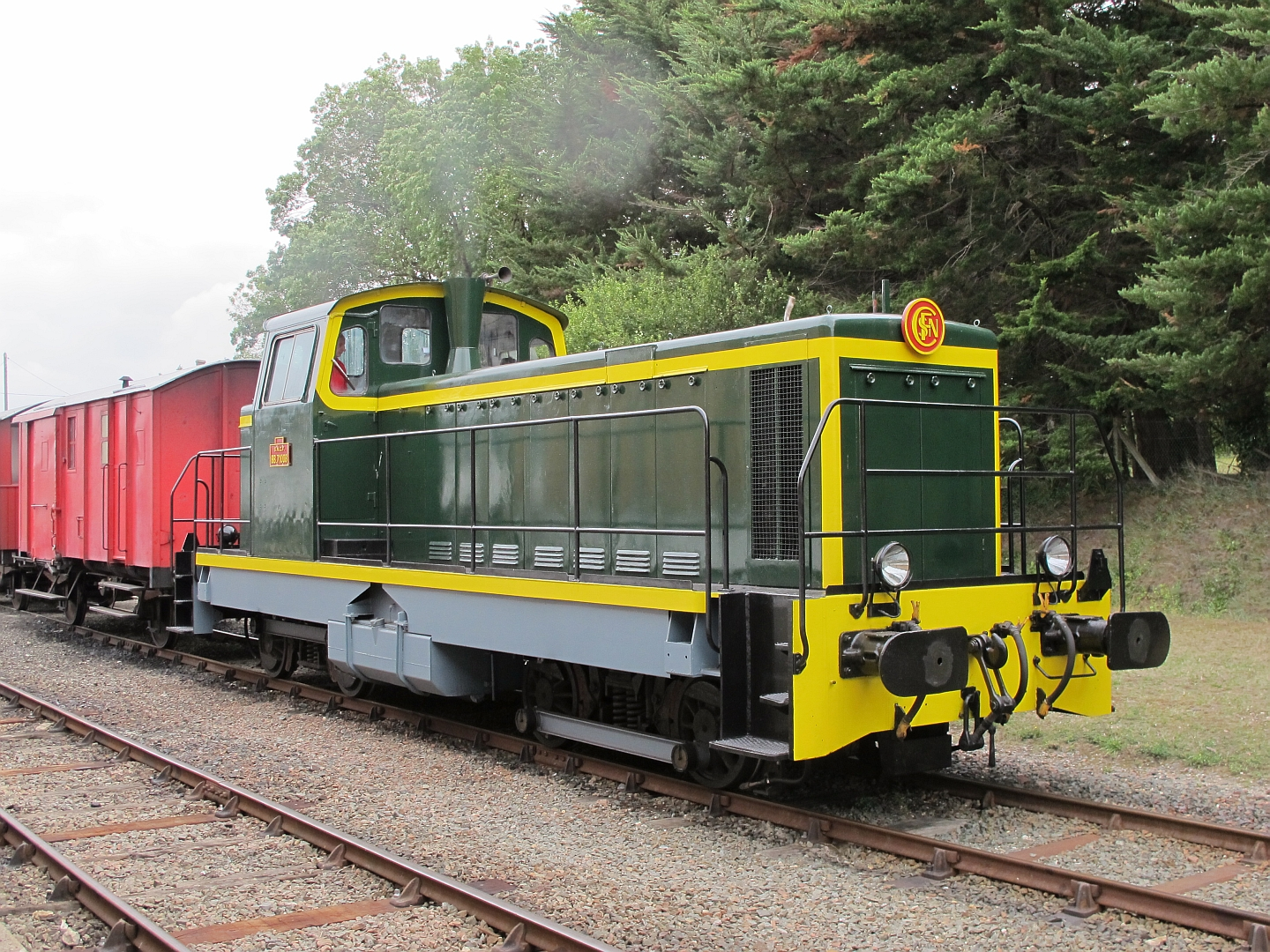
La BB 71008 préservée en service au Train des Mouettes.

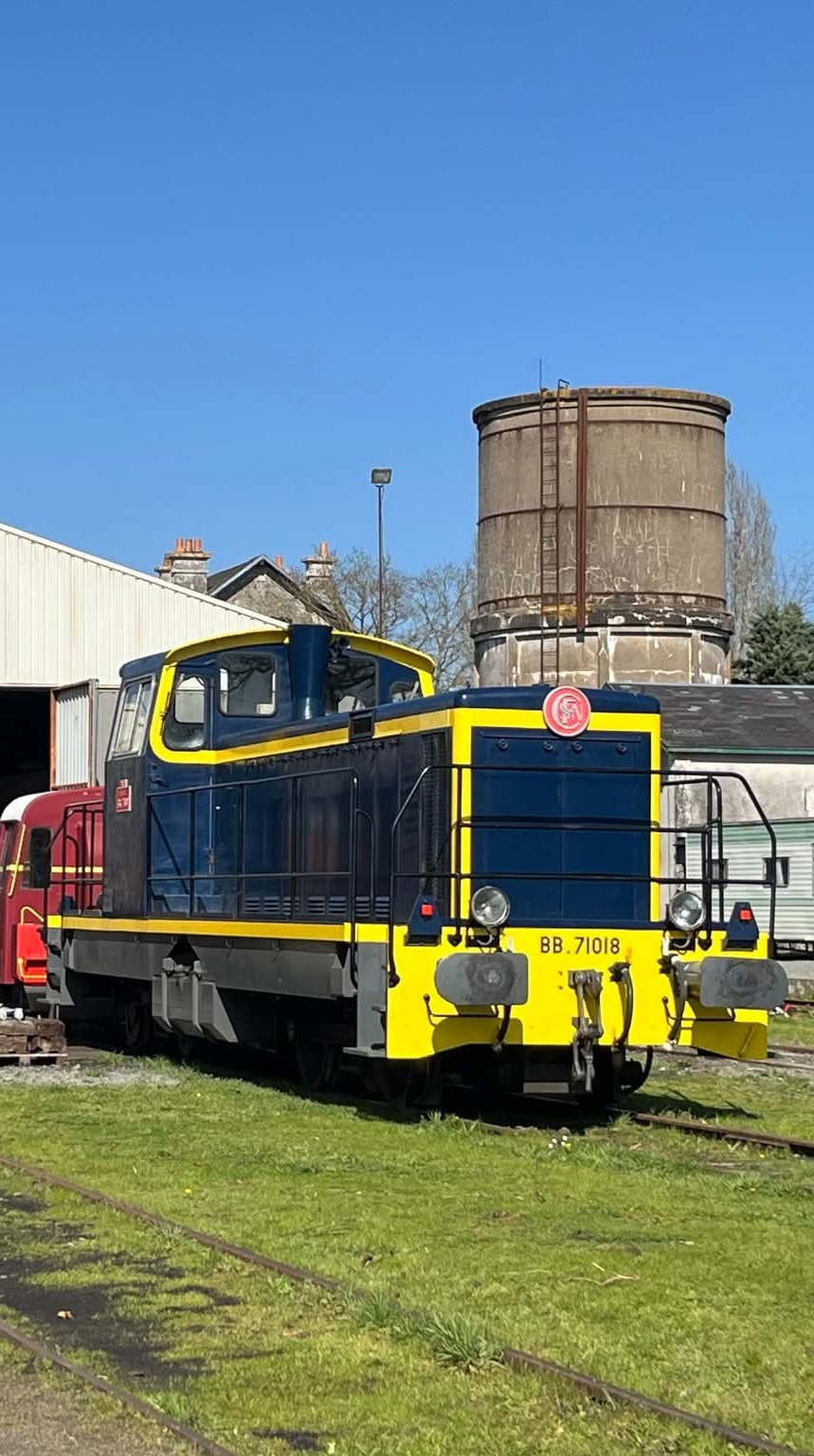
La BB 71018 préservée en service au Chemin de Fer de la Vendée.

Si les BB 71000 ne figurent pas parmi les séries de locomotives les plus appréciées du parc SNCF, vingt-et-une d'entre elles sont, après leur réforme, retenues par des entreprises pour la desserte de réseaux ou d'embranchements privés (dix neuf unités) et par des associations de préservation du patrimoine (deux exemplaires) : aucune autre locomotive en mesure d'assurer les même services n'est alors disponible sur le marché de l'occasion. Dans un second temps, de nombreux mouvements ont lieu au sein de ce parc particulier, certaines locomotives changeant plusieurs fois d'affectation ou de propriétaire.
La BB 71001, auparavant propriété du Conseil départemental des Pyrénées-Orientales et basée au Boulou, utilisée par l'opérateur ferroviaire de proximité (OFP) Régiorail Languedoc-Roussillon pour les manœuvres et la desserte d'embranchements particuliers est acquise par ce dernier.
La BB 71008, re-motorisée par Cummins, a bénéficié d'une rectification de ses roues à Trappes. Elle est préservée au Train des Mouettes par Trains & Traction, est remise en service en 2016. Cette locomotive est inscrite comme monument historique en 2020.
La BB 71010, ex-Rive-Bleue Express, est acquise en 2022 par FACS - Patrimoine Ferroviaire grâce à un donateur et confiée à Trains & Traction.
Les BB 71015 et 71018 sont acquises par le chemin de fer de la Vendée en 2022,. La même association achète la BB 71027 l'année suivante.
La BB 71030 est, en 2016, la propriété de la société Patry (matériel ferroviaire et manutention sur rail) et garée à Persan.

## Modélisme
Les BB 71000 ont été reproduites à l'échelle H0 par les artisans suivants : 
- RMCF, sous forme de kit à monter en laiton et bronze[26] ;
- Alexander Model, sous forme de kit à monter en métal blanc[27].